# کریستف هلموت کایتل

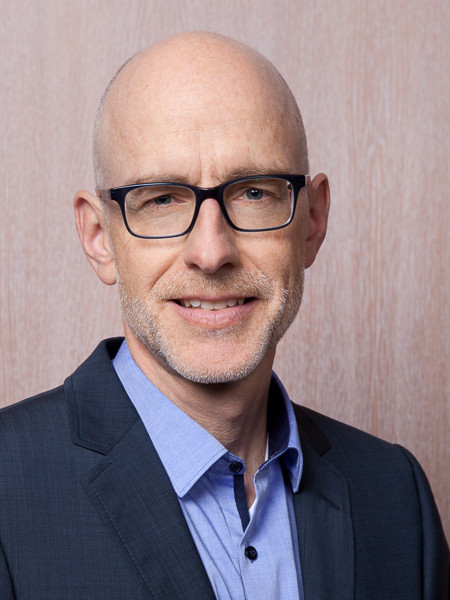
کریستف هلموت کایتل، فیزیک‌دان اهل آلمان - ۲۰۲۴

 کریستف هلموت کایتل (انگلیسی: Christoph Helmut Keitel؛ زاده ۱۹۶۵) یک فیزیک‌دان اهل آلمان است.